# Cher (flod)

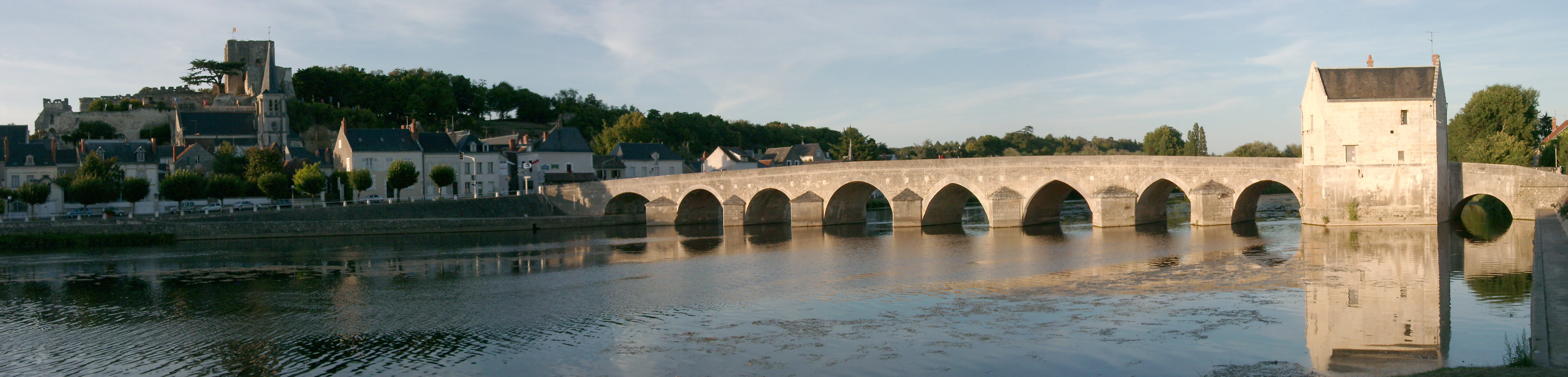
Cher i Montrichard.

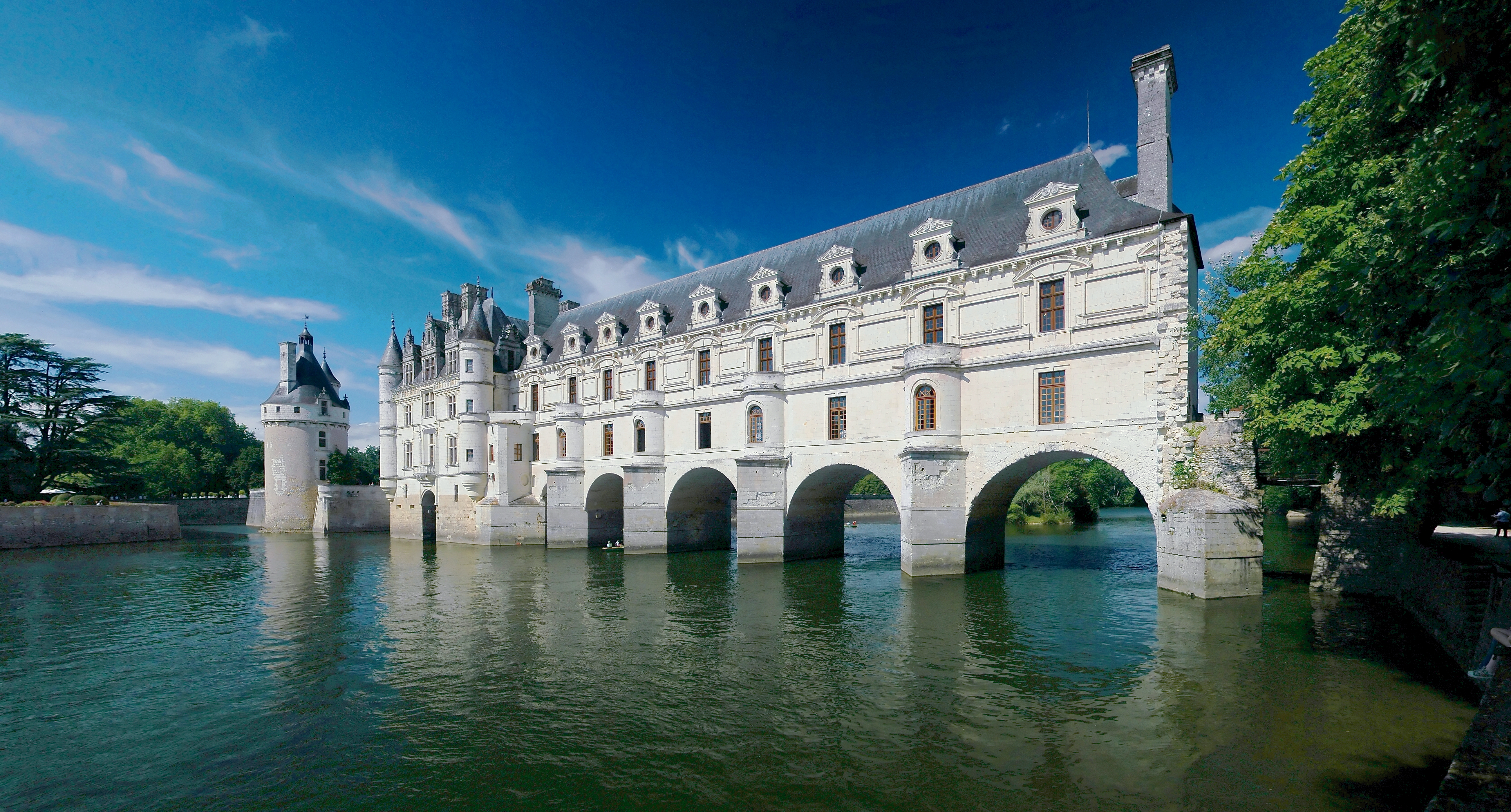
Chateau de Chenonceau i Indre-et-Loire.

Cher (occitanska: Char) är en flod i centrala Frankrike. Den är 367 km lång och har sin källa i Mérinchal, Centralmassivet och mynnar ut i floden Loire, i närheten av Tours. Avrinningsområdet är 13 920 km². 

## Departement och större städer som floden passerar
- Creuse (23)
- Allier (03) : Montluçon
- Cher (18) : Saint-Amand-Montrond, Vierzon
- Loir-et-Cher (41)
- Indre-et-Loire (37) : Tours